# Naut Aran
Naut Aran ist eine katalanische Gemeinde in der Provinz Lleida im Nordosten Spaniens. Sie liegt in der Comarca Val d’Aran. In der Gemeinde liegt die Quelle der Garonne.

## Gemeindepartnerschaft
Naut Aran unterhält seit dem 2. Juli 1994 eine Partnerschaft mit der französischen Gemeinde Sentein.

## Einzelnachweise

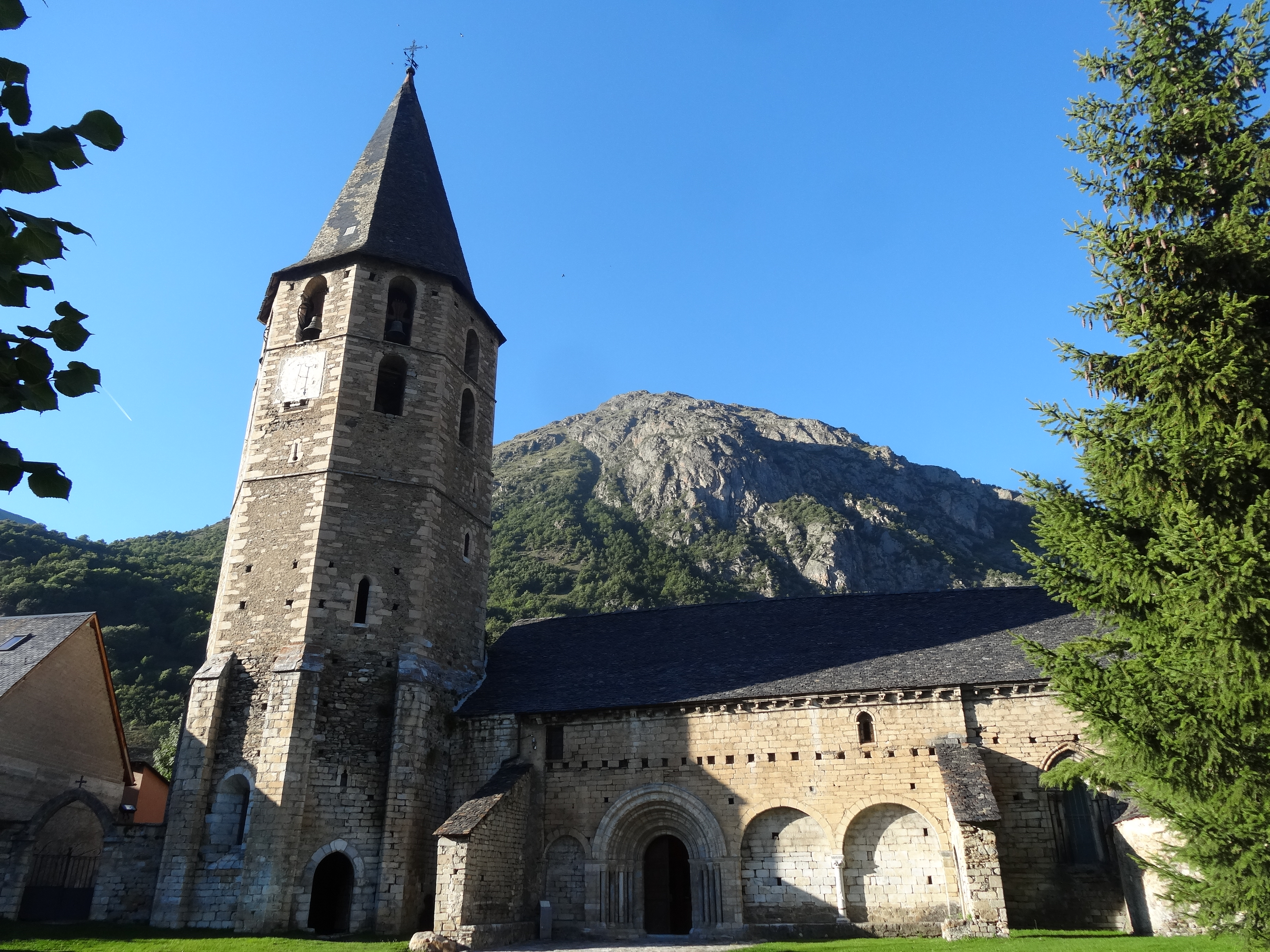
Kirche Sant Andreu im Ortsteil Salardú